# Балдано, Намжил Гармаевич
Намжи́л Гарма́евич Балдано́ (бур. Намжал Балдано; 20 октября 1907—1984) — бурятский драматург. Народный артист Бурятской АССР (1940). Народный писатель Бурятской АССР (1973). Заслуженный деятель искусств РСФСР (1940).

## Биография
Родился в 1907 году в улусе Оронгой (ныне — Иволгинский район Бурятии) в крестьянской семье. Начал работать в 11 лет после смерти отца.
Работал киномехаником в сельском клубе. Писал пьесы для театрального кружка. Был пионервожатым, секретарём сельсовета. Захотел стать актёром после просмотра фильма «Потомок Чингисхана».
В 1929 году поступил в театральную студию при Верхнеудинском Доме национального искусства. В 1930 году окончил студию и поступил в техникум искусств. В 1932 году окончил Верхнеудинский техникум искусств. Во время учёбы писал театральные пьесы. Пьесой «Прорыв» открыл свой первый театральный сезон Бурятский национальный театр драмы, где Балдано был актёром и первым автором.
Переводил на бурятский язык пьесы «Гроза», «Платон Кречет» и другие.
В 1934 году принят в Союз писателей СССР.
В 1940 году был постановщиком музыкальной пьесы «Эржен» для декады Бурят-Монгольского искусства в Москве.
Работал актёром, режиссёром, художественным руководителем и директором театров. Член КПСС с 1940 года.
С 1959 по 1967 годы избирался Председателем Верховного Совета Бурятской АССР.

## Творчество
Балдано является автором пьес «Кулак и подкулачник» (1930 год), «Прорыв» («Таһалдал»), «Кто он?» (1933), «Один из многих» («Олоной нэгэн»), «Два друга» («Хоёр ханинууд»), «Эржен», «Рыбаки Байкала», «Бабжа-Барас-батор», «Баянгол», «Пламя» («Дүлэн»). Пьеса «Забайкальская быль (Конец семьи Шаралдая)» написана в соавторстве с С. Б. Метелицей (1958 год). Эти произведения посвящены истории бурятского народа, коллективизации, современной автору жизни. Также Балдано написал либретто к ряду опер и балетов: «Энхэ-Булат-батор» (1938 год), «Эржен», «Свет над долиной», «Красавица Ангара», «Побратимы».

## Награды
- орден Октябрьской Революции (20.10.1977)
- орден Трудового Красного Знамени (31.10.1940) — за выдающиеся заслуги в деле развития Бурят-Монгольского театрального и музыкального искусства
- орден «Знак Почёта»
- медали
- Заслуженный деятель искусств РСФСР (31.10.1940)
- Народный артист Бурятской АССР (11.09.1940)[1]
- Народный писатель Бурятской АССР (1973)